# Henan Airlines-vlucht 8387
Henan Airlines-vlucht 8387 was een binnenlandse passagiersvlucht van de lokale luchtvaartmaatschappij Henan Airlines in de Chinese provincie Heilongjiang, die op 24 augustus 2010 neerstortte tijdens de landing op Lindu Airport in de stadsprefectuur Yichun. De vlucht was afkomstig van de internationale luchthaven in de provinciehoofdstad Harbin en had 96 inzittenden, waarvan 42 het ongeval niet overleefden.